# 落合兼行
落合 兼行（おちあい かねゆき）は、平安時代末期の武将。源義仲の重臣。木曽谷の西の入り口の美濃国恵那郡落合村（現在の岐阜県中津川市落合）に館を構え、落合五郎兼行と称した。

## 生涯
源義仲に対して樋口兼光、今井兼平と共に家臣として仕える。
治承4年（1180年）の義仲挙兵時より参戦し、白鳥河原の勢揃、源平盛衰記の横田河原軍の條に、『木曾は、落合五郎兼行・塩田八郎高光．望月太郎を先として信濃上野両国の勢を、催集め二千余騎、白鳥河原に陣をとる』と記述がある。
その後倶利伽羅峠の戦い、篠原の戦いなどに参戦した。
義仲敗死後については諸説があり、義仲の死去前後に討死にしたとする説、木曾谷に逃れて萱ヶ平に隠れたという説、更級郡の今井に逃れ、その子の兼善が親鸞の弟子となったという説などがある。

## 出自
『平家物語』には落合五郎兼行とあり、樋口兼光や今井兼平、八島行忠、楯親忠らと行動を共にしている記述が多く、出身が木曽中原氏説の他に根井氏説もあり、館も美濃の落合の他、信濃国佐久郡の落合という説もある。
一説には、義仲が駒王丸と称していた幼少時の養父中原兼遠の子が兼行で、義仲が側近の家来として落合に居住させ、その地一帯の地盤を固めたと伝えられている。
『源平盛衰記』には、「信濃国には根井小弥太、其子楯親忠、八島行忠、落合五郎兼行･･･木曽党には中三権頭兼遠が子息、樋口次郎兼光、今井四郎兼平･･･」とあり、根井行親の子であって、さらに木曽の住人ではないとされている。
大正時代の『西筑摩郡誌』によると、兼遠は「其子樋口兼光、今井兼平、姪（＝甥）落合兼行等に義仲に臣事せしめ」たとあり、佐久郡の記録によると母は中原玄興寺氏となっており、母が中原氏、父が根井氏という。

## 史跡
- 木曽谷の西の入り口である美濃国恵那郡落合村に、西からの備えのため館を構えていたと言われている。現在、岐阜県中津川市落合には、落合五郎兼行之城跡の碑があり、地元では「おがらん様」の名で親しまれている。
- 寛文3年(1663年)4月　紀伊国より落合十郎右衛門が尋ねて来て、先祖のために石灯籠を一基を献納したことが恵那神社誌に記されている。
- 中津川市落合には、おがらん四社（落合五郎兼行神社、愛宕神社、山神神社、天神社）があり、境内には元禄10年(1697年)の地蔵、文化10年(1813年)・慶応3年(1867年)の常夜灯、大正6年(1917年)建立の「落合五郎兼行の城跡」の石碑、寛延年間に建立された石灯籠と兼行顕彰碑がある。
- 江戸時代の『木曽名所図会』には、落合五郎霊社という記述があり、『新撰美濃誌』には「落合氏宗氏跡は駅の西の路傍にあり、老杉三、四株生え茂りうらに愛宕神社あり」とある。

## 子孫
- 戦国時代の武将で信濃国水内郡葛山城主の落合治吉は、落合兼行の子孫と称した。
- 木曽の楢川村の萱ケ平（現在の長野県塩尻市楢川）には、兼行の嫡男の落合兼興が草庵を草創したが、正安2年（1300年）兼行の子孫の玄徳が草庵を奈良井村へ移した。天保2年（1645年）には、東本願寺の宣如聖人より阿弥陀像を賜り、寺名を淨龍寺に改めて現在に至っている。